# La Provincia Pavese
La Provincia Pavese (la province de Pavie) est un quotidien italien, de Pavie, qui diffuse à plus de 30 000 exemplaires de moyenne (sept. 2005). Il appartient au Gruppo Editoriale Espresso (qui publie aussi L'espresso).